# Cocoon Recordings
Cocoon Recordings ist ein Plattenlabel mit Sitz in Frankfurt am Main und wurde im Jahr 2000 als Teil der Cocoon Music Event GmbH von Sven Väth gegründet. Die anderen Bereiche der Firma sind Cocoon Booking und Cocoon Clubbing, wo Club-Veranstaltungen, Outdoor-Events und Touren organisiert werden.

## Beschreibung
Sven Väth gründete Cocoon Recordings als Plattform für die Weiterentwicklung der elektronischen Musik. Ziel des Labels ist es, jungen DJs und Produzenten zu helfen, ihre Musik zu veröffentlichen, ohne von Major-Strukturen abhängig zu sein. Die Veröffentlichungen sind weitgehend dem Genre Techno zuzuordnen.
Das Flaggschiff unter den Veröffentlichungen von Cocoon Recordings ist die Reihe Cocoon Compilation, welche seit 2000 jährlich erscheint und dessen Veröffentlichungen nach dem Alphabet benannt werden. Auf dieser sind exklusiv für Cocoon Recordings produzierte Tracks sowohl von etablierten Künstlern des Labels wie auch von neuen Talenten zu hören.
Die Serie …in the Mix sammelt Mixes von DJs, vom Labelgründer Väth erscheint seit 2000 jährlich solch eine Mix-Compilation.
Nach jeder Saison in Ibiza veröffentlicht Väth sein aktuelles Set, erstmals im Herbst 2000 unter dem Titel The Sound of the First Season. Die Mix-CD kam umgehend auf Platz 28 in die offiziellen deutschen Compilationcharts. Andere Cocoon-Künstler in dieser Serie sind Richie Hawtin (zusammen mit Väth auf The Sound of the Third Season), Steve Bug, Ricardo Villalobos, Pascal FEOS, Frank Lorber, Toni Rios und Tobi Neumann.
Neben diesen sehr erfolgreichen Serien veröffentlicht Cocoon Recordings auch Alben und EPs von Cocoon-Künstlern wie Roman Flügel, Jacek Sienkiewicz, Legowelt, Dominik Eulberg und Guy Gerber.

## Bekannte Künstler
- Adam Beyer
- André Galluzzi
- Anthony Rother
- Daze Maxim
- Dominik Eulberg
- Extrawelt
- Frank Lorber
- Funk D’Void
- Gregor Tresher
- Guy Gerber
- Jacek Sienkiewicz
- Legowelt
- Len Faki
- Loco Dice
- Martin Buttrich
- Minilogue
- Pascal FEOS
- Ricardo Villalobos
- Richard Bartz
- Rampa & Re.You
- Roman Flügel
- Stefan Goldmann
- Steve Bug
- Sven Väth
- Tiefschwarz
- Timo Maas
- Tobi Neumann
- Zombie Nation

## Veröffentlichungen (Auswahl)

### Singles und EPs
- 2002: Frank Lorber – Jailhouse Rocker (12")
- 2002: Legowelt – Disco Rout (12")
- 2004: Anthony Rother – Bodytalk (12")
- 2004: Jacek Sienkiewicz – Dream Machine EP (12")
- 2004: Roman Flügel – Geht's Noch? (12")
- 2005: Oliver Koletzki – Der Mückenschwarm (12")
- 2005: Väth vs. Rother – Komm (12")
- 2005: Pig & Dan – Oh Yeah (12")
- 2006: Loco Dice – Cathargo (12")
- 2006: Pig & Dan – On To The Beat (12")
- 2006: Extrawelt – Titelheld (12")
- 2006: Adam Beyer – Stereotypes / Selma's Dream (12")
- 2006: Guy Gerber – This Is Balagan (12")
- 2006: Dominik Eulberg – Bionik (12")
- 2006: Guy Gerber & Shlomi Aber – Sea Of Sand (12")
- 2006: Pig & Dan – After Ibiza (12")
- 2007: Guy Gerber – Belly Dancing (12")
- 2007: Adam Proll – Adamantido (12")
- 2007: Legowelt – Disco Rout RMX (12")
- 2007: Beroshima – Horizon (12")
- 2007: Martin Buttrich – Hunter (12")
- 2007: Joel Mull – Harmonautic String (12")
- 2008: Minilogue – Jamaica (12")
- 2008: Sven Väth – The Beauty & The Beast Remixes (12")
- 2008: Jacek Sienkiewicz – My Little Place (12")
- 2008: Phil Kieran – Wasps Under A Toy Boat (12")
- 2008: Schneider & Galluzzi / Tiefschwarz – Cocoon Morphs Tokyo Part 1 (12")
- 2008: Guy Gerber & Kalbata / Pig & Dan – Cocoon Morphs Tokyo Part 2 (12")
- 2008: Väth vs. Rother / Ricardo Villalobos – Cocoon Morphs Tokyo Part 3 (12")
- 2008: John Starlight – Road Rage RMX (12")
- 2008: Timo Maas – Subtellite (12")
- 2009: Pig & Dan – Terminate (12")
- 2009: Guy Gerber – Timing (12")
- 2009: Reboot – Ronson (12")
- 2009: Deepgroove & Jamie Anderson – Juggernaut / Turbo (12")
- 2009: Stefan Goldmann – Yes To All / Under The Beam (12")
- 2009: Secret Cinema – Jazz Me (12")
- 2009: Steve Bug – Look Who's Stalking / Zero Balance (12")
- 2009: Egbert – Vreugdevuur EP (12")
- 2009: Tiefschwarz – Fall In / Keep On (12")

### Kompilationen und Mixes
- 2000: V.A. – Cocoon Compilation A (CD)
- 2000: V.A. – Sven Väth In The Mix – The Sound Of The First Season (CD, Comp, Mixed)
- 2001: V.A. – Cocoon Compilation B (CD)
- 2001: V.A. – Steve Bug present The Flow (CD, Comp, Mixed)
- 2001: V.A. – Sven Väth In The Mix – The Sound Of The Second Season (CD, Comp, Mixed)
- 2002: V.A. – Cocoon Compilation C (CD)
- 2003: V.A. – Ricardo Villalobos In The Mix – Taka Taka (CD, Comp, Mixed)
- 2003: V.A. – Pascal FEOS In The Mix – Rize & Fall (CD, Comp, Mixed)
- 2004: V.A. – iFunk – Funk D'Void In The Mix (CD, Comp, Mixed)
- 2004: V.A. – Cocoon Compilation D (CD)
- 2004: V.A. – Toni Rios In The Mix – Secret Ingredients (CD, Comp, Mixed)
- 2005: V.A. – Cocoon Compilation E (CD)
- 2005: V.A. – Loco Dice & Ricardo Villalobos In The Mix – Green & Blue (2xCD, Comp, Mixed)
- 2006: V.A. – Frank Lorber In The Mix – Play (CD, Comp, Mixed)
- 2006: V.A. – Cocoon Compilation F (CD)
- 2006: V.A. – Eins (CD)
- 2006: V.A. – Tobi Neumann In The Mix – Flieder Lieder (CD, Comp, Mixed)
- 2007: V.A. – Zwei (CD)
- 2007: V.A. – Cocoon Compilation G (CD)
- 2007: V.A. – Freakshow mixed by André Galluzzi (CD, Comp, Mixed)
- 2008: V.A. – Drei (CD)
- 2008: V.A. – Cocoon Compilation H (CD)
- 2008: V.A. – Disco Invaders mixed by Chris Tietjen & Reboot vs. Johnny D (CD, Comp, Mixed)
- 2008: V.A. – Sven Väth In The Mix – The Sound Of The Ninth Season (CD, Comp, Mixed)
- 2009: V.A. – Cocoon Compilation I (CD)
- 2009: V.A. – Ten Years Cocoon Ibiza mixed by Dubfire & Loco Dice (CD, Comp, Mixed)
- 2009: V.A. – Tobi Neumann & Onur Özer In The Mix – Green & Blue (CD, Comp, Mixed)
- 2009: V.A. – Cassy In The Mix – Simply Devotion (CD, Comp, Mixed)
- 2009: V.A. – Sven Väth In The Mix – The Sound Of The Tenth Season (2xCD + DVD)
- 2010: V.A. – Cocoon Compilation J (CD)
- 2010: V.A. – Green & Blue 2010 (2xCD)
- 2010: V.A. – Sven Väth In The Mix – The Sound Of The Eleventh Season (2xCD)
- 2011: V.A. – 11 Years Cocoon Recordings (CD, Vinyl)
- 2011: V.A. – Cocoon Heroes (2xCD)
- 2011: V.A. – Cocoon Compilation K (CD, Vinyl)
- 2011: V.A. – Sven Väth In The Mix – The Sound Of The Twelfth Season (2xCD)
- 2012: V.A. – Cocoon Compilation L (CD, Vinyl)
- 2012: V.A. – Sven Väth In The Mix – The Sound of The Thirteenth Season (2xCD)
- 2012: V.A. – Dots and Pearls II (2xVinyl)